# Pinguicula mesophytica
Pinguicula mesophytica är en tätörtsväxtart som beskrevs av S. Zamudio. Pinguicula mesophytica ingår i släktet tätörter, och familjen tätörtsväxter. Inga underarter finns listade i Catalogue of Life.